# 전주풍남초등학교
전주풍남초등학교는 대한민국 전북특별자치도 전주시 완산구 남노송동에 있는 초등학교로, 이 학교는 일제 시대였던 1919년 11월 6일에 첫 개교하였다.

## 학교 연혁
- 1919년 11월 6일 전주여자공립보통학교 개교(고사동)
- 1938년 4월 1일 전주풍남공립심상소학교로 개칭[1]
- 1941년 4월 1일 전주풍남공립국민학교로 개칭[2]
- 1949년 12월 31일 전주풍남국민학교로 개칭[3]
- 1984년 3월 1일 병설유치원 설립
- 1996년 3월 1일 전주풍남유치원 분리 독립
- 1996년 3월 1일 전주풍남초등학교로 개명[4]
- 2004년 11월 23일 풍남역사관 개관[5]
- 2019년 9월 1일 제25대 손은숙 교장 부임
- 2019년 9월 5일 풍남역사관 리모델링 준공
- 2020년 1월 3일 제100회 졸업(졸업생 총 37,210명)
- 2020년 3월 1일 13학급(특수 2학급 포함) 편성
- 2021년 1월 15일 제101회 졸업(졸업생 총 37,067명)
- 2021년 3월 1일 12학급 편성(특수학급 2학급 포함)

## 학교 위치
- 1919년 11월 6일 ~ (일자 미상) : 완산구 태조로 44 (풍남동3가)
- (일자 미상) ~ 현재 : 완산구 견훤왕궁로 16 (남노송동)

## 참고 자료
- 전주풍남초등학교 - 한국교육학술정보원 학교알리미